# Thomas Robinson Stadium
Il Thomas Robinson Stadium è uno stadio polisportivo situato a Nassau nelle Bahamas, ed è utilizzato soprattutto per le partite di calcio.
Lo stadio prende il nome da Thomas Robinson, una stella dell'atletica presso l'Università del Michigan e rappresentante delle Bahamas in diverse edizioni dei Giochi olimpici. Lo stadio contiene 9.100 posti ed è attualmente in fase di ri-costruzione per fare uno stadio di 15.000 posti, con l'aiuto del governo cinese. È stato completato nel 2011.
Il 24 e 25 maggio 2014 ha ospitato la prima edizione delle IAAF World Relays. Nel 2015 e nel 2017 ha ospitato anche la seconda e la terza edizione della manifestazione.